# Ariadna elaphros
Espèce
Ariadna elaphros est une espèce d'araignées aranéomorphes de la famille des Segestriidae.

## Distribution
Cette espèce est endémique de Chine. Elle se rencontre au Hunan et au Fujian.

## Description
La femelle holotype mesure 12,0 mm.

## Systématique et taxinomie
Cette espèce a été décrite par Wang en 1993.

## Publication originale
- Wang, 1993 : « Two new species of segestriid spiders from China (Araneae: Segestriidae). » Acta Zootaxonomica Sinica, vol. 18, no 4, p. 417-420.